# Váraszó
Váraszó è un comune dell'Ungheria di 597 abitanti (dati 2001). È situato nella contea di Heves.